# Oko za oko, słowo za słowo
Oko za oko, słowo za słowo – trzeci singel z pierwszej solowej płyty Justyny Steczkowskiej, wydany w czerwcu 1996 roku.

## O piosence
Singel stał się drugą po „Dziewczynie Szamana” sztandarową piosenką artystki. W utworze słychać inspiracje trip-hopem i acid jazzem.

## Teledysk
Teledysk nakręcono w studiu Telewizji Polskiej. Występuje w nim Justyna z siostrami oraz m.in. Grzegorz Ciechowski, grający na flecie.

## Notowania
| Lista                              | Pozycja |
| ---------------------------------- | ------- |
| Lista przebojów Programu Trzeciego | 8       |
| Szczecińska Lista Przebojów        | 20      |